# Elecciones al Congreso de los Diputados de noviembre de 2019 (Sevilla)
Las elecciones al Congreso de los Diputados de 2019 se celebraron en la provincia de Sevilla el domingo 10 de noviembre, como parte de las elecciones generales convocadas por Real Decreto dispuesto el 4 de marzo de 2019 y publicado en el Boletín Oficial del Estado el día siguiente. Se eligieron los 12 diputados del Congreso correspondientes a la circunscripción electoral de Sevilla, mediante un sistema proporcional (método d'Hondt) con listas cerradas y un umbral electoral del 3%.

## Resultados
Los comicios depararon 5 escaños al Partido Socialista Obrero Español, 2 a Unidas Podemos, Vox y al Partido Popular y 1 a Ciudadanos .
| Candidatura                                            | Candidatura                                            | Votos     | %                                       | Escaños                                 |
| ------------------------------------------------------ | ------------------------------------------------------ | --------- | --------------------------------------- | --------------------------------------- |
|                                                        | Partido Socialista Obrero Español (PSOE)               | 380 385   | 36,59                                   | 5                                       |
|                                                        | Vox (Vox)                                              | 188 813   | 18,16                                   | 2                                       |
|                                                        | Partido Popular (PP)                                   | 188 166   | 18,10                                   | 2                                       |
|                                                        | Unidas Podemos (Podemos-IU)                            | 153 435   | 14,76                                   | 2                                       |
|                                                        | Ciudadanos-Partido de la Ciudadanía (Cs)               | 83 575    | 8,04                                    | 1                                       |
|                                                        |                                                        |           |                                         |                                         |
| Más País-Equo                                          | Más País-Equo                                          | 22 388    | 2,15                                    | 0                                       |
| Partido Animalista Contra el Maltrato Animal (PACMA)   | Partido Animalista Contra el Maltrato Animal (PACMA)   | 12 035    | 1,16                                    | 0                                       |
| Andalucía por Sí (AxSi)                                | Andalucía por Sí (AxSi)                                | 5183      | 0,50                                    | 0                                       |
| Partido Comunista Obrero Español (PCOE)                | Partido Comunista Obrero Español (PCOE)                | 1495      | 0,14                                    | 0                                       |
| Recortes Cero-Grupo Verde (R0-GV)                      | Recortes Cero-Grupo Verde (R0-GV)                      | 1456      | 0,14                                    | 0                                       |
| Por un Mundo más Justo (PUM+J)                         | Por un Mundo más Justo (PUM+J)                         | 1402      | 0,13                                    | 0                                       |
| Partido Comunista del Pueblo Andaluz (PCPA)            | Partido Comunista del Pueblo Andaluz (PCPA)            | 842       | 0,08                                    | 0                                       |
| Partido Comunista de los Trabajadores de España (PCTE) | Partido Comunista de los Trabajadores de España (PCTE) | 550       | 0,05                                    | 0                                       |
| Votos válidos                                          | Votos válidos                                          | 1 039 725 | 100,00                                  | 12                                      |
| Votos nulos                                            | Votos nulos                                            | 17 729    | Participación: · \| \| 69,21 % \| 6,08% | Participación: · \| \| 69,21 % \| 6,08% |
| Votantes                                               | Votantes                                               | 1 071 247 | Participación: · \| \| 69,21 % \| 6,08% | Participación: · \| \| 69,21 % \| 6,08% |
| Electores                                              | Electores                                              | 1 547 744 | Participación: · \| \| 69,21 % \| 6,08% | Participación: · \| \| 69,21 % \| 6,08% |
|                                                        | 69,21 %                                                |           |                                         |                                         |

## Diputados electos
Relación de diputados electos:
| N.º | Nombre                               | Lista | Lista          |
| --- | ------------------------------------ | ----- | -------------- |
| 1   | María Jesús Montero Cuadrado         |       | PSOE           |
| 2   | Alfonso Rodríguez Gómez de Celis     |       | PSOE           |
| 3   | María de los Reyes Romero Vilches    |       | Vox            |
| 4   | María Teresa Jiménez Becerril Barrio |       | PP             |
| 5   | María Salud Márquez Guerrero         |       | Unidas Podemos |
| 6   | Beatriz Micaela Carillo de los Reyes |       | PSOE           |
| 7   | Francisco José Salazar Rodríguez     |       | PSOE           |
| 8   | Francisco José Contreras Peláez      |       | Vox            |
| 9   | María Soledad Cruz-Guzmán García     |       | PP             |
| 10  | Pablo Emérito Cambronero Piqueras    |       | Cs             |
| 11  | Isabel Franco Carmona                |       | Unidas Podemos |
| 12  | Eva Patricia Bueno Campanario        |       | PSOE           |